# Hans Ludwig Fischer-Nienburg
Hans Ludwig Fischer, Künstlername Hans Ludwig Fischer-Nienburg (* 11. Februar 1891 in Nienburg an der Weser; † 11. Mai 1990 in Berlin) war ein deutscher Maler, Zeichner und Grafiker.

## Werdegang
Er kam als fünftes Kind seiner Eltern Luise Fischer geb. Riechelmann und des Lehrers Ludwig Fischer zur Welt. 1929 heiratete er Margarete Heitmann (1902–1990), eine Tochter der Kaufleute Heitmann aus Nienburg. Gemeinsam hatten sie drei Töchter.
Bis 1907 besuchte Fischer die Volksschule und das Gymnasium in Nienburg, das er wegen einer Kehlkopfentzündung und Operationen abbrechen musste. Von 1907 an ging Fischer beim Maler Carl Plinke in die Lehre und parallel zur Kunstgewerbeschule in Hannover bis 1910. Anschließend studierte er an der Akademie der Bildenden Künste in München. Nach dem Absolvieren des Einjährigen Militärdienstes kehrte er nach Nienburg zurück und richtete sich dort im Werstler-Park ein Atelier ein. Beim Ausbruch des Ersten Weltkriegs kam er mit dem Pionier-Bataillon aus Minden unter anderem auch an die Westfront. Dort erlangte er den Rang eines Leutnants. Das Kriegsende erlebte er bei Kiel einschließlich der anarchischen Zustände bei der Revolution der Marine.
Nach dem Krieg bezog Fischer wieder sein Atelier im Werstler-Park, das er alsbald gegen eine Scheune bei der Färberfamilie Bornemann in der Langen Straße tauschte, da die Grundstücke des Werstler-Parks verkauft wurden. Es folgten die ersten Ausstellungen in Nienburg (1922) Hannover, München, Berlin etc. In den Jahren bis 1929 entwarf Fischer-Nienburg, wie er sich ab 1922 nannte, ein Farbkonzept für die Altstadt Nienburg und für die Flagge der Stadt. Für das Nienburger Rathaus gestaltete er den Rathaussaal mit Wandgemälden, der Lagerkeller wurde nach seiner Idee zum Ratskeller umgebaut. In dieser Zeit unternahm er diverse Studienreisen nach Italien, Holland, Flandern, Paris. Durch die Ausstellungen seiner Werke in Berlin wurde er in der Metropole bekannt.
1927 verlobte er sich, 1929 heiratete er Margarete Heitmann in Nienburg, gefolgt vom Umzug nach Berlin. Am Karolinger Platz bezogen sie eine Atelierwohnung. In Berlin-Nikolassee bauten die Eheleute Fischer ein Haus mit Atelier, das sie 1933 bezogen.
Fischer-Nienburg war 1938 bis 1966 Mitglied im Traditionsverein „Berliner Künstler“ (Verein Berliner Künstler). Eine Studienreise führte das Ehepaar 1939 nach Italien.
Diverse Versuche, als Reserveoffizier des Ersten Weltkriegs nicht in den Zweiten Weltkrieg eingezogen zu werden, scheiterten. Er diente von 1940 bis 1945 als Bau-Kompanieführer und wurde schwer verwundet. Nach der Kriegsgefangenschaft traf er seine aus Berlin geflüchtete Familie in Hameln wieder.

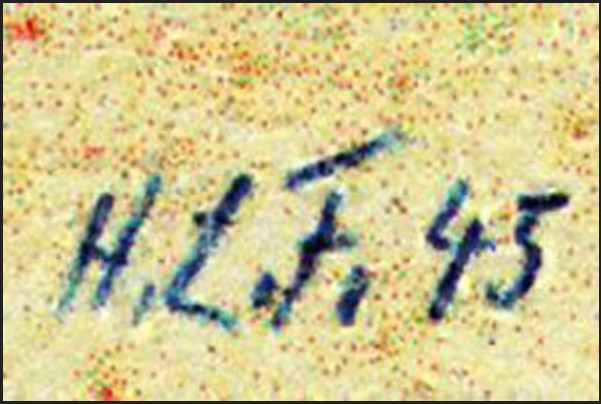
Fischers Künstlersignatur H. L. F. (19)45

Diphtherie und ein schweres Augenleiden, das durch eine Operation 1946 gelindert werden konnte, beeinträchtigten sein weiteres Schaffen stark. Viele nach Hameln geflüchtete Künstler taten sich zusammen, um sich gegenseitig zu unterstützen. Aus den verschiedenen Ausstellungen ist später durch Mit-Initiative von H. L. Fischer-Nienburg der „Kunstkreis Hameln“ entstanden. Für die Altstadt in Hameln war geplant, einen Farbplan zu entwerfen.
Ende 1949 war es an der Zeit, eine Entscheidung zu treffen, entweder „ewiger Flüchtling“ zu sein oder nach Berlin zurückzukehren, um das durch den Krieg beschädigte Haus instand zu setzen. Ab 1951 lebte die Familie wieder in Berlin. Dort nahm H.L. Fischer-Nienburg wieder Kontakt zum VBK auf und blieb dort bis ca. 1966 Mitglied, auch für rund zwei Jahre als 2. Vorsitzender. Von 1958 bis 1960 war er mit weiteren Künstlern Juror für die “Große Berliner Kunstausstellung” am Funkturm, die danach juryfrei wurde.
Ab den 1960er Jahren beschickte er keine Ausstellungen mehr. Bis Anfang der 1980er Jahre hatte er gemalt.

## Werk
Hans Ludwig Fischer-Nienburg arbeitete als Galerie unabhängiger Künstler. Seine Werke können unterschiedlichen Richtungen zugeordnet werden, vom „Kühlen Romantischen Realismus“ über die „Neue Sachlichkeit“ bis zum ganz freien „Expressiven“. Die Schwerpunkte liegen in der Porträt- und Landschaftsmalerei sowie in Stillleben, dazu kommen „Gesellschaftlich Thematische Motive“.
Seine Porträts haben fast immer eine romantische, kühle Sachlichkeit, ohne ins Abstrakte abzuschweifen.
Herausragende Werke, die nicht durch den Zweiten Weltkrieg zerstört wurden oder danach erst entstanden sind:
| Jahr    | Werk | Eigentum       | Foto |
| ------- | --- | -------------- | ---- |
| 1913    | Hermann Müller                                                                                              | Stadt Nienburg |      |
| 1922    | Moses | Privatbesitz   |      |
| 1924    | Melancholie/Hedwig(Hetti) Fuchs                                                                             | Privatbesitz   |      |
| 1925    | Triptychon „Der Aufbau“                                                                                     | Stadt Nienburg |      |
| 1928/29 | Der Maria-Zyklus mit den Werken: „Maria Verkündigung“ „Begegnung von Maria und Elisabeth“ „Mutter und Kind“ | Privatbesitz   |      |
| 1949    | Die Deutsche Passion                                                                                        | Privatbesitz   |      |
| 1949/50 | Triptychon „Kriegsende“ mit den Werken: „Verbrannte Erde“ „Sein letzter Sieg“ „Stillung des Sturms“         | Privatbesitz   |      |
| 1949    | Der Schieber                                                                                                | Stadt Nienburg |      |
| 1952    | Der Heimkehrer / Der verlorene Sohn                                                                         | Privatbesitz   |      |
| 1956    | Selbstporträt                                                                                               | Privatbesitz   |      |
| 1959    | verschiedene Italien-Landschaften                                                                           | Privatbesitz   |      |

## Ausstellungen
Auszug aus bekannten Ausstellungskatalogen
| Jahr | Ausstellung                                                             | Werke                                                                                        | Mit Foto im Ausstellungskatalog |
| ---- | ----------------------------------------------------------------------- | -------------------------------------------------------------------------------------------- | ------------------------------- |
| 1914 | Große Hannoversche Kunstausstellung                                     | Meine Schwester                                                                              |                                 |
| 1919 | Münchner Kunstausstellung Glaspalast                                    | Hermann Müller                                                                               |                                 |
| 1920 | Kunstausstellung Berlin VBK                                             | Vorfrühling im Moor                                                                          |                                 |
| 1924 | Große Berliner Kunstausstellung GBK                                     | Ehepaar P.                                                                                   |                                 |
| 1926 | Deutsche Kunst und Dekoration, Darmstadt                                | Frauenbildnis                                                                                | x                               |
| 1927 | Grosse Berliner Kunstausstellung Glaspalast am Lehrter Bahnhof          | Eltern                                                                                       |                                 |
| 1929 | Münchner Kunstausstellung Glaspalast                                    | Bildnis einer jungen Frau                                                                    |                                 |
| 1930 | GBK im Schloss Bellevue                                                 | Verkündigung                                                                                 |                                 |
| 1931 | GBK 98 im Schloss Bellevue                                              | Bildnis Mariä Heimsuchung                                                                    |                                 |
| 1933 | GBK im Schloss Bellevue                                                 | Bildnis H. Mutter und Kind Selbstbildnis                                                     |                                 |
| 1934 | GBK im Schloss Bellevue                                                 | Alpenlandschaft Verkündigung Verden an der Aller Kinderbildnis                               |                                 |
| 1939 | Entstehung des Bildwerks VBK                                            | Kinderbildnis Barbara Entwurf                                                                |                                 |
| 1939 | Sommerausstellung VBK                                                   | Mutter und Kind Bildnis einer jungen Frau                                                    |                                 |
| 1941 | 100 Jahre VBK                                                           | Frauenbildnis Kinderbildnis                                                                  |                                 |
| 1950 | Hameln, Hochzeitshaus Sammelausstellung                                 | Die gezeigten Werke sind nicht dokumentiert                                                  |                                 |
| 1951 | Hameln, Hochzeitshaus Sammelausstellung                                 | Die gezeigten Werke sind nicht dokumentiert                                                  |                                 |
| 1956 | Jahresausstellung des Kartells deutscher Künstlervereinigungen, Hamburg | Triptychon “Kriegsende”mit den Werken: Stillung des Sturms Verbrannte Erde Sein letzter Sieg |                                 |
| 1957 | Große Berliner Kunstausstellung am Funkturm                             | Mutter und Kind Selbstbildnis                                                                |                                 |
| 1958 | GBK am Funkturm                                                         | Der verlorene Sohn Ruhe auf der Flucht                                                       |                                 |
| 1959 | GBK am Funkturm                                                         | Sizilianische Landschaft Stillende Mutter                                                    |                                 |
| 1960 | GBK am Funkturm                                                         | Sizilianische Landschaft                                                                     |                                 |
| 1992 | Retrospektive in Nienburg                                               | ISBN 10: 3927678155 ISBN 13: 9783927678156                                                   |                                 |

## Weiteres
Eine seiner Lebensweisheiten war dieser Spruch von Wilhelm Busch:
„Wenn einer, der mit Mühe kaum
Gekrochen ist auf einen Baum,
Schon meint, dass er ein Vogel wär,
So irrt sich der.“
Hernach: Der fliegende Frosch, Band 4, S. 386-388